# Blood-Rooted
Albums de Sepultura
The Roots of Sepultura
(1996) Against
(1998)
Blood-Rooted est un album de compilation du groupe de thrash metal brésilien Sepultura, sorti en 1997 sous le label Roadrunner Records. Il comporte sept reprises ainsi que des titres remixés ou inédits. Il s'agit du premier disque officiel sorti après le départ de Max Cavalera, à la fin de l'année 1996.

## Musiciens et technique
Sepultura
- Max Cavalera - chant, guitare rythmique
- Andreas Kisser - guitare
- Paulo Jr. - guitare basse
- Igor Cavalera - batterie, percussions

## Liste des chansons
| No  | Titre                                                 | Durée |
| --- | ----------------------------------------------------- | ----- |
| 1.  | Procreation (of the Wicked) (reprise de Celtic Frost) | 3:38  |
| 2.  | Inhuman Nature (reprise de Final Conflict)            | 3:10  |
| 3.  | Polícia (reprise de Titãs)                            | 1:46  |
| 4.  | War (reprise de Bob Marley)                           | 6:38  |
| 5.  | Crucificados Pelo Sistema (reprise de Ratos de Porão) | 1:03  |
| 6.  | Symptom of the Universe (reprise de Black Sabbath)    | 4:14  |
| 7.  | Mine (avec Mike Patton)                               | 6:20  |
| 8.  | Lookaway (avec Mike Patton & Jonathan Davis)          | 5:35  |
| 9.  | Dusted (Démo)                                         | 4:26  |
| 10. | Roots Bloody Roots (Démo)                             | 3:30  |
| 11. | Drug Me (reprise de Dead Kennedys)                    | 1:53  |
| 12. | Refuse/Resist (Live)                                  | 3:50  |
| 13. | Slave New World (Live)                                | 3:05  |
| 14. | Propaganda (Live)                                     | 3:25  |
| 15. | Beneath the Remains / Escape to the Void (Live)       | 3:48  |
| 16. | Kaiowas (Live)                                        | 2:18  |
| 17. | Clenched Fist (Live)                                  | 3:37  |
| 18. | Biotech Is Godzilla (Live)                            | 2:07  |